# 리비우 드라그네아

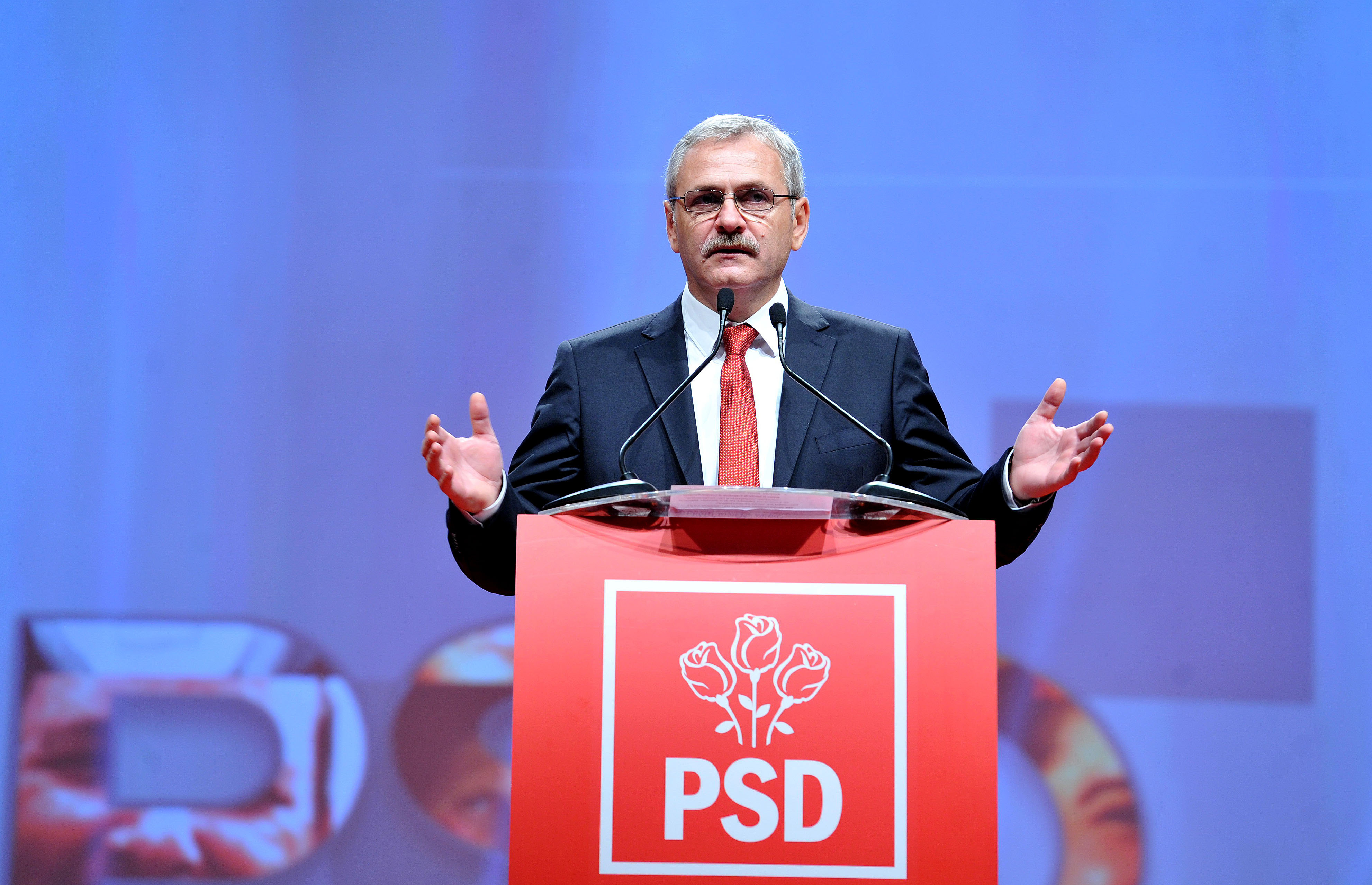

리비우 니콜라에 드라그네아(루마니아어: Liviu Nicolae Dragnea, 1962년 10월 28일 ~ )는 루마니아의 기술자, 정치인이다. 민주당에서 정치 활동을 시작했으며, 후에 사회민주당으로 옮긴 뒤 당대표에 올랐다. 각종 장관직을 역임하였으나 2015년 5월 부정선거 혐의로 기소되어 사임하였으며, 2016년 4월 집행유예 2년 형을 선고 받았다.
총선 직후인 2016년 12월 국회의장이 되었다.
2019년 5월 당직자 2명을 허위 채용한 혐의로 징역 3년 6개월 형을 선고 받고 수감되었으며, 국회의장직도 상실했다.